# Divinus Perfectionis Magister
Die apostolische Konstitution Divinus Perfectionis Magister wurde am 25. Januar 1983 von Papst Johannes Paul II. promulgiert und legt die Durchführungsbestimmungen des Kanonisationsverfahrens fest. 

## Neuordnung
Der Papst regelte mit der Konstitution das Verfahren des Heiligsprechungsprozesses grundlegend und ordnete auch die Struktur der Kongregation für die Selig- und Heiligsprechungsprozesse neu. Die Neuregelung durch Divinus Perfectionis Magister, das auch in den Codex Iuris Canonici aufgenommen wurde, ersetzen die bisherigen Bestimmungen.
Johannes Paul II. bemerkt eingangs, dass das Verfahren einer Heiligsprechung seit der Einführung durch Papst Sixtus V. 1588 durch verschiedene Bestimmungen seiner Nachfolger immer umfangreicher geworden sei, zugleich seien auch immer wieder Änderungen vorgenommen worden. Wunsch Johannes Pauls war, mit der Konstitution die Art und Weise der Verfahrungsdurchführung und die Arbeitsweise der zuständigen Kongregation „so zu ordnen, daß Wir sie auch den wissenschaftlichen Anforderungen und den Anliegen Unserer Brüder im Bischofsamt entsprechend gestalten, die oftmals mehr Beweglichkeit des Verfahrens selbst verlangten, jedoch unter Wahrung der Gründlichkeit der Erhebungen in einer so schwerwiegenden Angelegenheit“.
Das Dokument bietet ferner im Wesentlichen von den Verantwortlichen abzuarbeitende Vorgehensweisen. So hat der jeweilige Ortsbischof, an den die Gläubigen in Bezug auf einen Selig- oder Heiligsprechungsprozess herantreten können, genaue Auskünfte von dem mit seiner Zustimmung eingesetzten Postulator des Verfahrens einzuholen. Gegebenenfalls müssen die Schriften des Dieners Gottes, der Gegenstand des Verfahrens ist, gesondert von theologischen Gutachtern geprüft werden, ob sich darin etwas findet, das gegen den Glauben und die guten Sitten verstößt. Die Untersuchung von Wundern erfolgt ebenfalls in einer eigenen Untersuchung und unter Mitwirkung medizinischer Fachleute bei der Kongregation. Abschließend hat der Ortsbischof eine Abschrift sämtlicher Akten in zweifacher Ausfertigung zusammen mit einem Exemplar der von den theologischen Gutachtern geprüften Bücher des Dieners Gottes und deren Beurteilung an die Heilige Kongregation zu senden, ferner eine Erklärung über die Beachtung der Dekrete Urbans VIII. in Bezug auf die nötigen Erfordernisse.
Im zweiten und dritten Teil werden in der gleichen Form die Aufgaben der Mitglieder Kongregation für die Selig- und Heiligsprechungsprozesse im Einzelnen angeführt. Dabei handelt es sich um jene des Sekretärs, der verschiedene Berichterstatter, des sogenannten Generalberichterstatters und je nach Erfordernis des Verfahrens eines Glaubensanwaltes und medizinischer Fachleute.